# 平潭镇
平潭镇，是中华人民共和国广东省惠州市惠阳区下辖的一个乡镇级行政单位。

## 行政区划
平潭镇下辖以下地区：
平潭社区、红光村、阳光村、房坑村、金星村、新岗村、张新村、新田埔村、独石村、光辉村、平潭村、川龙村、新圩村、鹊地村、鹤湖村、江南村、光明村、凌屋排村和平潭示范场。